# Å
Az Å a svéd ábécé 27., a dán és a norvég ábécé 29. betűje, a hangértéke jellemzően rövid vagy hosszú [o].
Használatos ezen kívül három számi nyelvváltozat, az észak-fríz, a vallon, a chamorro és az isztroromán nyelvek írásában.

## Jelentése

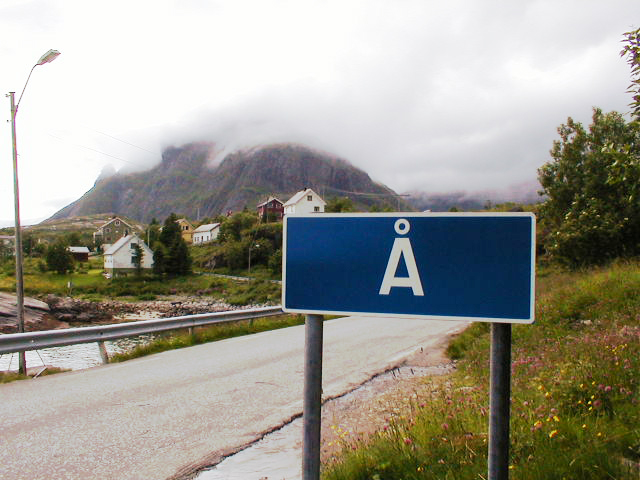
A lofoteni Å település helységnévtáblája

1. Az Anders Jonas Ångström svéd fizikusról elnevezett Ångström hosszúságegység (1·10−10 m) rövidítése.
2. Egy egyházközség Svédországban, Östergötland megyében
3. Egy falu Svédországban, Hälsingland tartományban.
4. Legalább 14 további település neve Svédországban.
5. Egy falu Dániában.
6. Legalább öt település neve Norvégiában

## Története

Å, Ä és Ö a svéd billentyűzeten.

Az Å betű eredete a skandináv nyelvek hosszú a hangjának a középkori aa jelölésére nyúlik vissza. Amikor felhagytak a hosszú magánhangzók dupla betűkkel való jelölésével, az aa átadta a helyét az „å”-nak. Az ä és ö betűkhöz hasonlóan, melyek eredetileg ae, illetve oe formában, illetve ligatúraként æ, illetve œ formában írtak (ez utóbbi a dánban ø-vé egyszerűsödött, ahonnan a norvég is átvette) a svédben a második betűt az első fölé írták. A kis fönti „a” karikává egyszerűsödött, míg az e betűkből két pont lett. A norvég nyelvben a 19. században, az írott norvég nyelv megalkotásakor vezették be, a dánban csak a 20. század elején. A dánban még ma sem hiba az aa használata az å helyett, főként személy- és településnevekben lehet ezzel a formával találkozni (pl. Aalborg, Aabenraa).
Olyan helyzetben, amikor a technikai feltételek nem engedik az å írását a körülmények, a dán és norvég nyelvben aa-val helyettesítik. Ugyanebben a helyzetben a svédben egyszerű a-t írnak helyette.
A finn nyelvbe a svédből került át, de manapság már csak személy- és településnevekben használják. Hasonlóan Grönlandon és Feröeren dán eredetű nevekben előfordulhat.

## Használata egyes nyelvekben
- bajor: IPA: [ɑ]
- chamorro: IPA: [ɑ]
- dán: röviden IPA: [ɔ], hosszan IPA: [ɔː]
- emilia-romagnai: IPA: [ɔ]
- finn: röviden IPA: [ɔ], hosszan IPA: [oː]
- északfríz: IPA: [ɔ] vagy IPA: [ɑ]
- isztroromán: IPA: [ɔ]
- norvég: röviden IPA: [ɔ], hosszan IPA: [ɔː]
- svéd: röviden IPA: [ɔ], hosszan IPA: [oː]ⓘ
- számi: nyelvjárástól függően IPA: [ɔ] vagy IPA: [o]
- vallon: nyelvjárástól függően IPA: [ɔː], IPA: [oː] vagy IPA: [ɑː]

## A betű kódolása
| Karakterkészlet | Kisbetű (å)    | Nagybetű (Å)   |
| --------------- | -------------- | -------------- |
| ASCII           | 229            | 197            |
| Unicode         | U+00E5         | U+00C5         |
| HTML/XML        | &#229; &aring; | &#197; &Aring; |

## Lásd még
- Dán és norvég ábécé
- Svéd ábécé